# Paul Le Guen
Paul Le Guen (* 1. března 1964, Pencran, Francie) je bývalý francouzský fotbalista. Od roku 1998 pracuje jako trenér, v současnosti trénuje arabský prvoligový klub Al-Wahda.
Le Guen byl úspješný trenér francouzského klubu Olympique Lyon, který dovedl k třem ligovým titulům. Také trénoval klub Paris Saint-Germain či Stade Rennes.